# Gioacchino Colombo

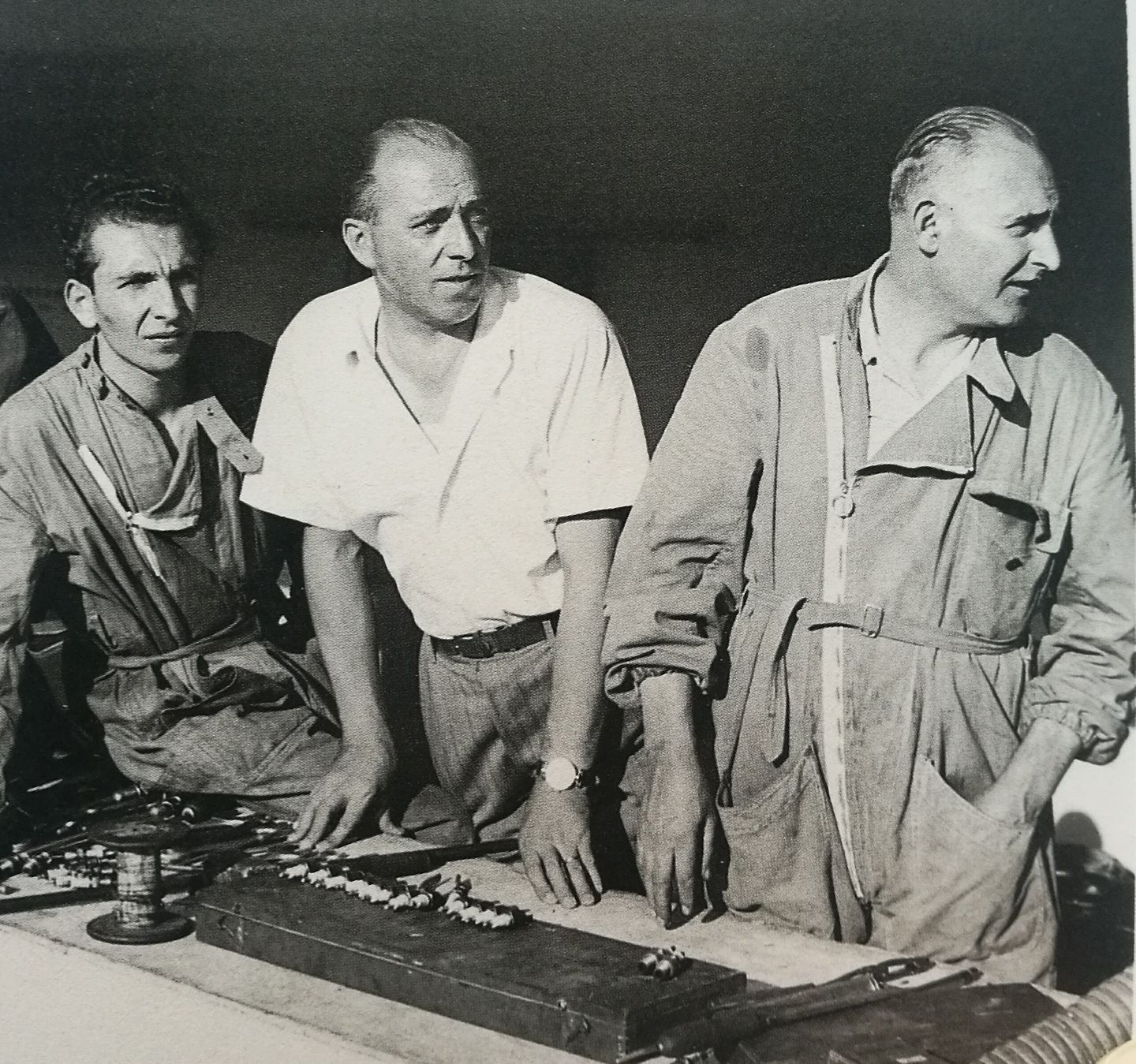
Gioacchino Colombo (Mitte) 1949

Gioacchino Colombo (* 9. Januar 1903 in Legnano; † 27. April 1987 in Mailand) war ein italienischer Konstrukteur von Automobilmotoren.

## Ausbildung
Gioacchino Colombo begann noch während des Ersten Weltkriegs mit 14 Jahren eine Ausbildung als Motoringenieur und technischer Zeichner bei Franco Tosi, der ein kleines technisches Büro in der Nähe von Mailand unterhielt. Colombo fertigte Zeichnungen von Motoren an und gewann Mitte der 1920er-Jahre einen Designwettbewerb, den Nicola Romeo gestiftet hatte. Dieser Erfolg brachte ihm eine Anstellung bei Alfa Romeo ein und er wurde Mitarbeiter von Vittorio Jano. Gemeinsam entwickelten sie den Alfa Romeo P2. 1928 wurde Colombo Chef der Zeichen- und Designabteilung von Alfa Romeo. Seine wichtigste Aufgabe bestand darin, den Ideen von Jano ein Gesicht zu verleihen.
Als 1933 die Scuderia Ferrari die Rennaktivitäten von Alfa Romeo übernahm, wurde Colombo zum technischen Verbindungsmann zwischen dem Stammwerk und der Scuderia. In dieser Funktion war er für die Entwicklung und den Bau der Alfa-Romeo-Monoposto-Rennwagen der 1930er Jahre verantwortlich.

## Bei der Scuderia Ferrari
Nach dem Zweiten Weltkrieg wechselte Colombo ganz zu Ferrari. Seine erste große Arbeit für Enzo Ferrari wurde eine seiner wichtigsten. Er konstruierte den 1,5-Liter-V12-Motor, der als Colombo-Motor in die Geschichte einging und als Basis für folgende hubraumstärkere Triebwerke diente, die über 15 Jahre lang in den Sportwagen von Ferrari zum Einsatz kamen. Auch in den Formel-1-Rennwagen der Scuderia sollte das Aggregat eingesetzt werden, bei ersten Testfahrten erwies sich der Motor für diese Fahrzeugform jedoch als ungeeignet. Als Aurelio Lampredi einen Formel-1-Motor entwarf, verließ Colombo Ferrari und kehrte zu Alfa Romeo zurück. Als technischer Direktor war er 1950 und 1951 für die Weltmeisterschaftserfolge von Giuseppe Farina und Juan Manuel Fangio mitverantwortlich.
1953 kam er zu Maserati und baute dort den 250F. 1955 entwickelte er den in zwei Exemplaren gebauten und glücklosen Grand-Prix-Rennwagen Bugatti Type 251 und entwarf die Grundzüge des 1,5-Liter-Sportwagens Type 252, der nicht über das Prototypen-Stadium hinauskam. Von 1957 bis 1970 arbeitete Colombo als Leiter der Entwicklungsabteilung bei MV Agusta.
Er starb im April 1987.